# Sit de Vincent
El sit de Vincent (Emberiza vincenti) és un ocell de la família dels emberízids (Emberizidae) que és considerat per alguns autors una subespècie d'Emberiza capensis

## Hàbitat i distribució
Viu als vessants rocosos i sorrencs amb matolls del l'est de Zàmbia, centre de Malawi, Moçambic i sud de Tanzània.